# کوژنگاکی
کوژنگاکی (به لهستانی:  Kuźniaki) یک منطقهٔ مسکونی در لهستان است که در گمینا ستراوچن واقع شده‌است.
 کوژنگاکی  ۴۷۰ نفر جمعیت دارد.